# النعم (رواية)
النعم هي إحدى روايات الروائية الأمريكية دانيال ستيل (بالإنجليزية Mixed Blessings) وهي من الروايات الرومانسية.

## نبذة قصيرة
تدور أحداث الرواية عن 3 ازواج يعيش كل زوج منهم الحياة بحلوها ومرها، بمرحها وكآبتها، بانتصاراتها واخفاقاتها، ويحلم كل زوج منهم بما ليس لديه من نعم رغم توفر نعم أخرى كثيرة لديهم.